# Bildprozessor
Der Bildprozessor – auch als Bildverarbeitungs-Engine, Bildverarbeitungsprozessor oder Bildverarbeitungssystem bezeichnet – ist eine der wichtigsten Komponenten von Video- und Digitalkameras. Neben dem Objektiv und dem Bildsensor spielt er eine wesentliche Rolle bei der Gewinnung des digitalen Bildes. Der Bildprozessor ist eine Kombination aus Hardware (Prozessoren) und Software (Algorithmen).
Eine wichtige Aufgabe ist z. B. die Verarbeitung der Sensordaten: Die Fotodioden der meisten Bildsensoren erkennen lediglich Grauschattierungen. Zur Gewinnung von Farbinformationen werden die einzelnen Pixel mit Farbfiltern für z. B. Rot, Grün und Blau (RGB) oder auch CYMK versehen. RGB-Filter sind zumeist nach der Bayer-Matrix angeordnet, d. h., es existiert ein rotes, ein blaues und zwei grüne Pixel. Da jede Fotodiode somit nur eine von drei Farbinformationen aufzeichnet, wären ohne Bildprozessor nur diese roten, blauen und grüne Bildpunkte zu sehen. Eine Aufgabe des Bildprozessors ist damit die Bayer-Konversion, umgangssprachlich „debayering“ oder demosaicing genannt. Ebenso erledigt der Bildprozessor die non-uniformity correction, also das Beseitigen des fixed pattern noise, welches durch unterschiedliche Empfindlichkeiten der Sensorpixel entsteht. Weitere Aufgaben sind die Farbkorrektur: Er berechnet beispielsweise anhand der vom Bildsensor gelieferten Daten über die Chrominanz (Farbton und Farbsättigung) und Luminanz (Helligkeit) der individuellen Pixel die korrekten Farb- und Helligkeitswerte für jeden einzelnen Bildpunkt. Je besser die verwendeten Algorithmen, umso natürlicher die Farben und umso ausgewogener der Kontrast.
Dieser Prozess der Bilddatenverarbeitung ist äußerst komplex und beinhaltet viele verschiedene Abläufe. Sein Erfolg hängt wesentlich von der "Intelligenz" der verwendeten Algorithmen ab. Die wichtigsten Eigenschaften des Digitalbildes, auf die der Bildprozessor entscheidend Einfluss nimmt, sind:

## Farbdarstellung
Der Bildprozessor wertet die Farb- und Helligkeitswerte jedes einzelnen Pixels aus und vergleicht die Informationen mit denen der benachbarten Bildpunkte. Ein komplexer Algorithmus berechnet die korrekte Farbe und Helligkeit des jeweiligen Pixels. Gleichzeitig analysiert der Bildprozessor das gesamte Bild, um die korrekte Kontrastverteilung zu ermitteln. Durch die Anpassung des Gammawertes (Erhöhen oder Verringern des Kontrastumfangs der Mitteltöne des Bildes) werden feine Farbverläufe – etwa bei der menschlichen Haut oder dem Blau des Himmels – realistischer dargestellt.

## Rauschunterdrückung
Als Rauschen werden Störungen bezeichnet, die bei allen elektronischen Schaltkreisen auftreten. Auf Digitalfotos zeigt sich Bildrauschen in Form von unregelmäßig auftretenden Bildpunkten, die in Farbe und/oder Helligkeit von der Umgebung abweichen. Verstärkt wird der Effekt durch höhere Umgebungstemperaturen, längere Belichtungszeiten oder höhere ISO-Einstellungen.
Bei hohen ISO-Werten (= hoher Empfindlichkeit des Sensors) wird das elektronische Signal im Bildsensor angehoben und somit gleichzeitig das Rauschen verstärkt, wodurch das Signal-Rausch-Verhältnis sinkt. Der Bildprozessor versucht, Bild- und Störsignale voneinander zu trennen und so das Rauschen zu unterdrücken. Dies ist insbesondere bei Bildbereichen mit feinen Detailstrukturen schwierig. Werden diese fälschlicherweise vom Bildprozessor als Rauschen betrachtet und behandelt, verlieren sie an Zeichnung.

## Glatte und scharfe Kanten
Nachdem die Farb- und Helligkeitswerte für jedes Pixel interpoliert wurden, zeichnet der Bildprozessor die Aufnahme etwas weich, um eventuelle Farbabweichungen in einzelnen Pixeln auszugleichen. Um dennoch ein scharfes und detailreiches Bild zu erhalten, werden anschließend Kanten und Konturen nachgeschärft. Die Qualität des Ergebnisses hängt davon ab, wie gut der Bildprozessor Kanten erkennt und diese glatt und ohne Überschärfen reproduziert.

## Geschwindigkeit
Besonders angesichts der stetig steigenden Megapixel-Zahl bei Digitalkameras ist die Verarbeitungsgeschwindigkeit des Bildprozessors zunehmend wichtig. Um Wartezeiten im Arbeitsablauf möglichst auszuschließen, müssen sie also auch hinsichtlich ihrer Geschwindigkeit ständig optimiert werden. Bildprozessoren bestehen in modernen Kameras aus einer Kombination von ASICs und FPGAs sowie DSPs.

## Hersteller
Hier sind ein paar bekannte Hersteller von Kameras mit ihren eigenen Prozessoren aufgelistet:
- Canon – DIGIC
- Fujifilm – EXR
- Nikon – EXPEED
- Olympus – TruePic
- Panasonic – VENUS Engine
- Pentax – PRIME (Pentax Real IMage Engine)
- Sigma – TRUE (Three-layer Responsive Ultimate Engine)
- Sony – BIONZ